# Okręg zachodniobacki
Okręg zachodniobacki (Baczka Zachodnia, serb. Zapadnobački okrug / Западнобачки округ, węg. Nyugat Bácskai Körzet, chor. Zapadnobački okrug, słow. Západnobáčsky okres, ruś. Заходнобачки окрух, rum. Districtul Backa de Vest) – okręg w północnej Serbii, w Wojwodinie.
Okręg dzieli się na następujące jednostki:

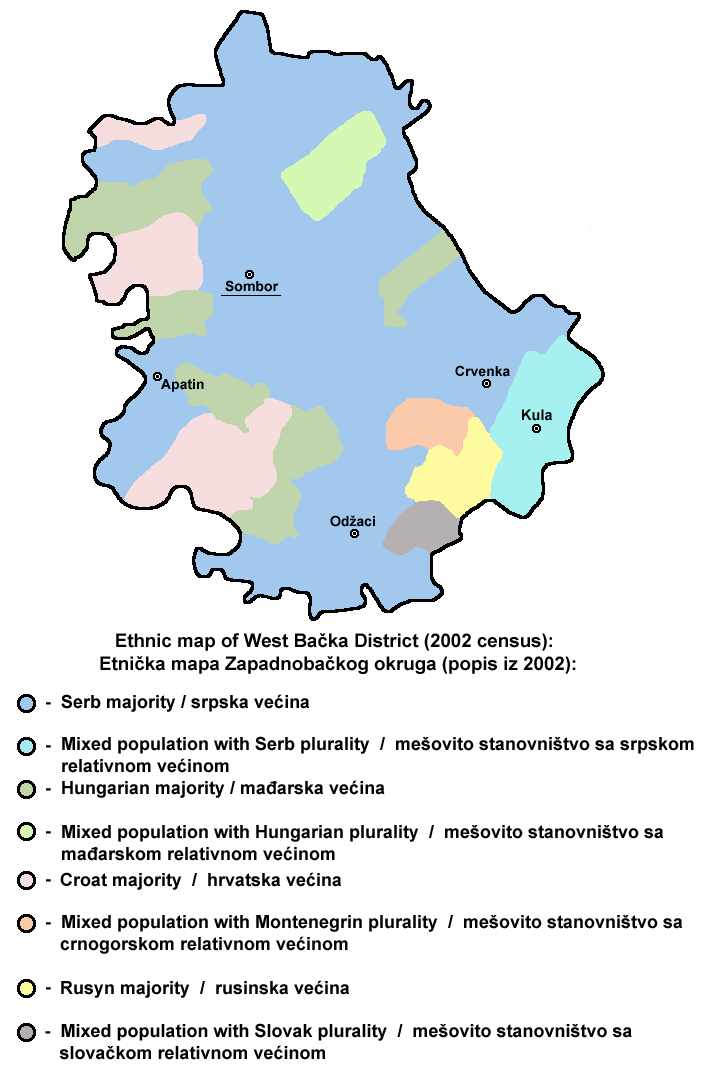

- miasto Sombor
- gmina Apatin
- gmina Kula
- gmina Odžaci

Skład etniczny
- 62,91% – Serbowie
- 10,19% – Węgrzy
- 6,05% – Chorwaci
- 4,29% – Czarnogórcy
- 3,21% – Jugosłowianie
- 2,58% – Rusini
- 1,31% – Buniewcy
- pozostali